# DFS 230
DFS 230 је немачка транспортна ваздухопловна једрилица мешовите конструкције, труп је направљен од челичне решеткасте конструкције обложен платном а крило је било дрвене конструкције.

## Пројектовање и развој
DFS 230 је била немачка транспортна једрилице коју је развио ДФС-Немачки институт за једриличарство (DFS - Deutsche Forschungsanstalt für Segelflug) 1933. године. Главни пројектант је био Ханс Јацобс (Hans Jacobs). Једрилица је била намењена за десантне операције и транспорт материјала. Прототип ове једрилице је полетео 1937. године а производња је почела 1939. године.

## Варијанте
- DFS 230 А-1 - Почетна производна верзија
- DFS 230 А-2 - А-1 са дуплим командама
- DFS 230 B-1 - додато кочење падобраном, наоружан (митраљез MG 34)
- DFS 230 B-2 - B-1 са дуплим командама
- DFS 230 C-1 - каснија производна верзија; B-1 са кочења ракетама смештених у кљуну једрилице
- DFS 230 D-1 - C-1 са побољшаним ракетним кочењем, један прототип (DFS 230 В-6)
- DFS 230 F-1 - Већа верзија са капацитетом за 15 војника, један прототип (DFS 230 В-7)

## Оперативно коришћење
Серијска производња једрилица DFS 230 је почела 1939. године у фабрици играчака Robert Hartwig из Зонеберга. До 30. јуна 1940. испоручено је 109 једрилица. Поред ове фабрике производњом једрилица DFS 230 у Немачкој су се бавиле следеће фабрике: Erla Maschinenwerk из Лајпцига, Gothaer Waggonfabrik (GWF) из Готе, Bücker из Рангсдорфа у окупираној Чешкој ове једрилице су се производиле у Böhmisch-Mährische Maschinenfabrik (BMM) из Прага и Мраз-у из Чоцена. Једрилице DFS 230 су се производиле од 1939. до 30. новембра 1944. године а укупно је произведено 1.603 комада.

## Коришћење у Другом светском рату
Једрилица DFS 230 је први пут употребљена у Другом светском рату 10. маја 1940. године приликом заузимања белгијског утврђења Ебен-Емаел. У зору је на утврђење слетело девет једрилица са немачким падобранцима и успели да изненаде браниоце утврђења, који су се предали дан касније.
Најмасовније коришћење ових једрилица се догодило годину дана касније приликом инвазије на грчко острво Крит. Приликом ове инвазије једрилице DFS 230 су претрпеле тако велике губитке да се операције ове величине до краја рата нису поновиле.
Једрилице DFS 230 су се током рата у Северној Африци и на Источном фронту користиле за снабдевање храном и муницијом јединица у окружењу. Спектакуларна акција у којој су коришћене DFS 230 се одиграла 12. септембра 1943. године, када је ослобађан диктатор Бенито Мусолини из хотела Кампо Императоре на Гран Сассо у Абрузо, где је учествовало 10 ових једрилица. У циљу скраћења раздаљине слетања, постојала је верзија DFS 230, C-1 која је за кочење користила ракете монтиране у кљуну једрилице.
У току 1943. године за време искрцавања савезника на Сицилију и Италију једрилице DFS 230 су масовно коришћене за снабдевање немачких трупа на бојишту.
Слично акцији спашавања Мусолинија изведен је напад на центар француског покрета отпора који се налазио на висоравани Веркорс у планинској области у близини Гренобла 21. јула 1944. године. У овој операцији СС-овци су убили 639 припадника француског покрета отпора 201 цивила а кад су освојили болницу у пећини у Светом Мартину убили су 19 рањеника, два лекара и једног свештаника а две сестре отерали у концентрациони логор. 
Последње употребе ових једрилица у Другом светском рату се одиграла у коначној битци за Будимпешту фебруара месеца 1945. и Вроцлава пролећа 1945. када се једрилицама DFS 230 вршило снабдевање трупа у окружењу.

## Коришћење у Југославији
Због све снажнијих дејстава савезничке авијације на простору југоситока Европе, немачко ваздухопловство је крајем 1943 и почетком 1944. године била принуђена да изврши прегруписавање својих ваздухопловних јединица. У склопу тог прегруписавања вршен је премештај и транспортних јединица Луфтвафе, тако је крајем 1943. године једрилице DFS 230 биле распоређене на аеродрому у Земуну и Самош у Банату а фебруара месеца 1944. године на аеродром Церкље и Крушевац. На аеродром Церкље је пребазирано четири ескадриле једрилица DFS 230 са авионима Ju-87, Hs-126 и Avia који су служили за вучу једрилица. Од тада па надаље на простору Југославије је било лоцирано од 20 до 50 ових једрилица. Тај број се како се рат ближио крају смањивао јер су се повећавали губици а обнављање није било могуће јер је производња опадала.
Једрилице DFS 230 су коришћене на подручју Југославије углавном за транспорт, највећа борбена употреба ових летилица је била Десант на Дрвар (операција "Rosselsprung" - "Коњићев скок"). Овом операцијом немачка војска је хтела да ухвати маршала Тита, уништи врховни штаб партизанских одреда Југославије, и главнину партизанских одреда који су били лоцирани у Дрвару. Операција је планирана по узору на акцију ослобађања Мусолинија са Гран Саса.
Дрварска операција је после детаљних припрема почела 25. маја 1944. године на Титов рођендан а у њој је учествовало 19 ескадрила борбене авијације, 4 ескадриле транспортне авијације, 4 ескадриле за вучу једрилица, 5 ескадрила једрилица DFS 230, укупно 32 ескадриле са око 295 авиона и 45 једрилица. Борбена дејства су почела у 6.35 сати и трајала до 7.00 ватреним дејством авијације у непосредној припреми десанта. Циљ је био да се браниоцима нанесу што већи губици и неутралишу ватрена дејства у време слетања једрилица и падобранаца, најосетљивијој фази ваздушног десанта.
У 7.00 сати су почели да искачу падобранци и престала су ватрена дејства по објектима у Дрвару али су почела бомбардовања штука, које су откачиле једрилице по непосредној околини Дрвара. За све то време ловачка авијација је штитила десант од евентуалне појаве савезничких ловаца. Око 7.10 је почело слетање једрилица које је трајало око 10 минута, на њих је отварана снажна ватра и том приликом је оборено 3 једрилице. Већина једрилица је слетела на предвиђена места сем једне која слетела далеко ван предвиђеног места и била уништена са комплетном посадом. До 9.00 сати Дрвар је потпуно освојен а напад усмерен ка пећини ван Дрвара у којој се налазио Врховни штаб.
Противнапад Треће личке бригаде, која је око 11 сати пре подне стигла из Трубара, присилио је Немце на дефанзиву и омогућио извлачење Тита, чланова штаба и чланова разних установа. Трећа личка бригада сабила је десантне снаге на мали простор на Шобића главици и принудила их на упорну одбрану.
У 11.30 је уследио снажан ваздушни напад немачког ваздухопловства, као припрема за спуштање другог таласа падобранског десанта. Поред ојачања десантних снага другим таласом падобранаца, авијација је дотурила муницију и храну са две једрилице и бацањем из неколико транспортних авиона у току поподнева и вечери. Пред зору 26. маја напад Треће личке бригаде је обустављен, а током дана у град је ушла немачка борбена група из Срба и спојила се са остацима 500. СС батаљона.
Наредни дани протекли су у неизвесним и изненадним сусретним борбама немачких нападних група са бригадама у пратњи Врховног штаба. Тито са члановима штаба евакуисан је авионом 3. јуна са Гламочког поља у Италију, а немачка операција окончана је неуспехом 6. јуна. Немачки губици су били 789 убијених, 929 рањених и 57 несталих. Немци су губитке партизана проценили на 6.240 мртвих заједно са заробљенима, укључујући и много цивилних жртава.
Војнички гледано, Дрварска операција је била неуспех. Немачке снаге су заузеле слободну територију, али није испуњен постављени циљ — уништење централних штабова и установа НОП-а, које је требало да резултује значајним слабљењем НОВЈ. Десантне групе у Дрвару имале су скоро 80% жртава (мртвих, рањених и несталих), а остале борбене групе имале су такође знатне губитке.
Значајнији од тактичких били су стратешки резултати. Немачка армија није успела да се извуче из рата у Југославији — напротив, он се у наредном периоду интензивирао, и онемогућио немачке снаге са Југоистока (Групу армија Ф) да одиграју улогу у ратном расплету у Европи.
У завршним операцијама за ослобођење Југославије од Луфтвафе је заробљена једна једрилица DFS 230 која се користила у ЈРВ. Последњи пут ова једрилица је виђена у филму "Десант на Дрвар" Хадила Хаџића који је снимљен 1963. године.

## Сачувани примерак
Једна комплетирана једрилица DFS 230 се налази у Музеју ваздухопловства у Берлину (Luftwaffenmuseum Berlin-Gatow), друга се рестаурира од оригиналних делова у Белгији и налази се у тврђави Ебен-Емаел.
Од осталих једрилица су сачувани само метални костури и они се налазе један у Грчкој, три у Француској, један у Немачкој, један у Норвешкој, два у Босни и Херцеговини и један у Србији.

## Земље које су користиле DFS 230
- Трећи рајх
- Румунија
- Италија
- Југославија-ФНРЈ/СФРЈ после рата